# 箕浦義明
箕浦 義明（みのうら よしあき、生年不明 - 治承5年2月（1181年））は、平安時代末期の武将。山本義経の長男。兄弟に義弘、義兼（叔父とも）、義高、義成らがある。近江国坂田郡箕浦（滋賀県米原市箕浦）の地を本拠とした。号は箕浦冠者。
近江国の反平家蜂起（近江攻防）が鎮圧されると美濃国へ移り、治承5年（1181年）2月の一斉蜂起（美濃源氏の挙兵）に加わったが、平知盛率いる追討軍に敗れて、尾張源氏の葦敷重義や小河重清ら源氏方諸将と共に討ち取られた（『吾妻鏡』同年2月12日条）。